# تاریخ نابودی تروآ

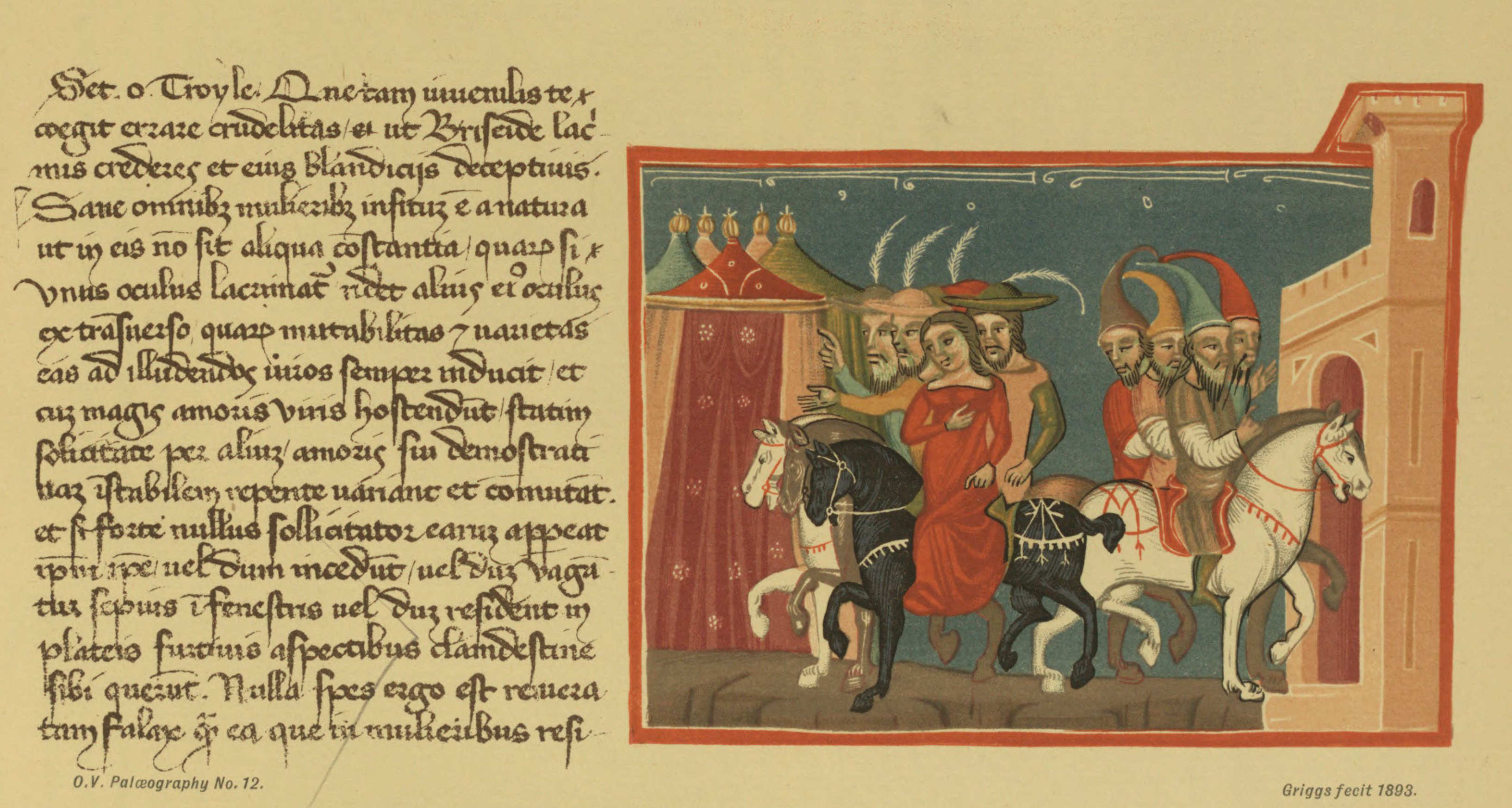
یک کپی ونیزی از اثر، حدود. ۱۳۲۵

تاریخ نابودی تروآ (انگلیسی: Historia destructionis Troiae) روایت نثری که توسط گویدو دل کولون، نویسنده سیسیلی، در اوایل قرن سیزدهم نوشته شده‌است. منبع اصلی آن شعر عاشقانه فرانسوی باستان اثر بنوا دو سنت-مور، رومن د تروآ بود.